# Quecksilberthermometer

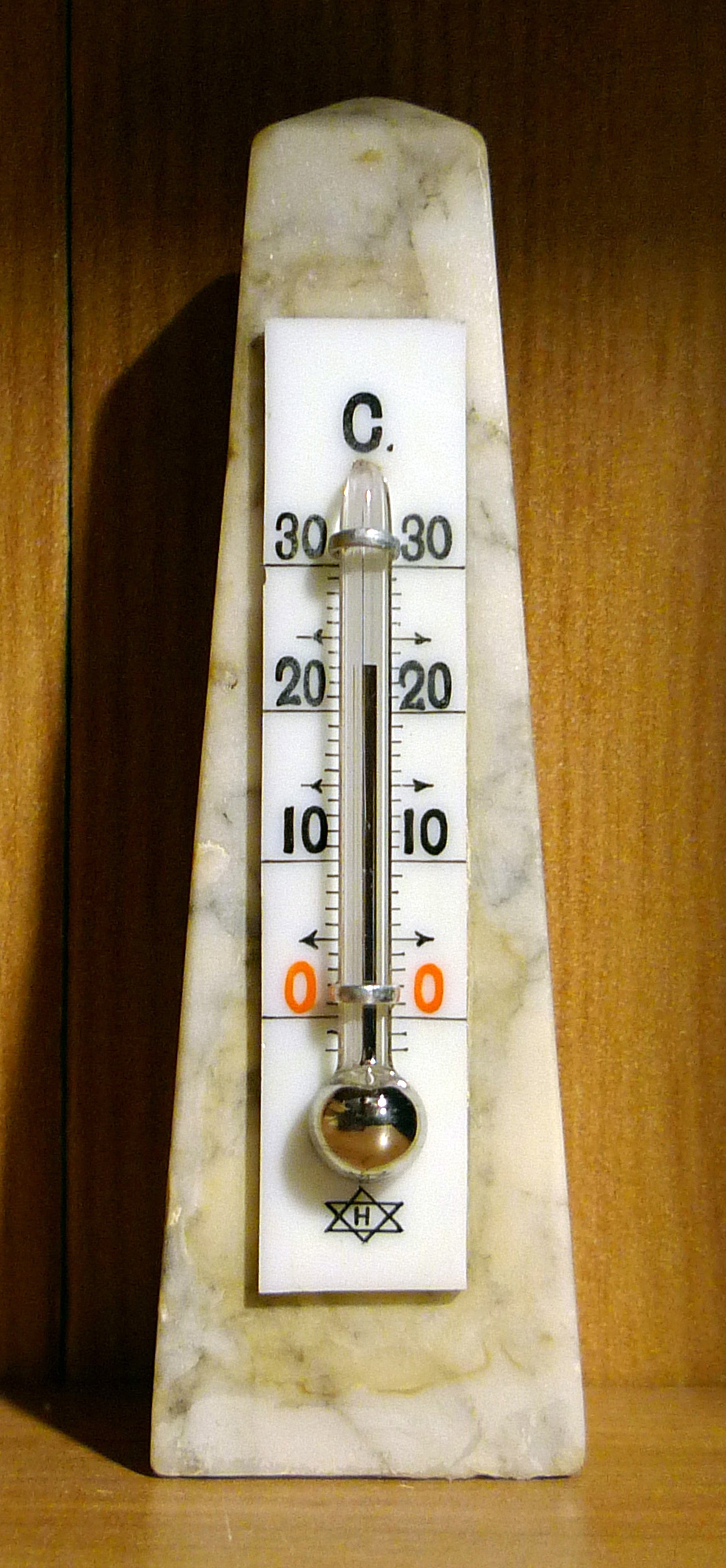
Quecksilberthermometer

Ein Quecksilberthermometer ist ein Flüssigkeitsthermometer, das als Flüssigkeit das Element Quecksilber verwendet.

## Geschichte
Erste Erwähnung findet Quecksilber in einer Arbeit von Guillaume Amontons, in der die Änderung der Anzeige von Quecksilberbarometern mit der Temperatur beschrieben wurde. Die Bedeutung dieses Umstandes erkannte 1718 der Physiker Daniel Gabriel Fahrenheit und ersetzte den bis dahin eingesetzten Alkohol durch Quecksilber. Dies hatten auch schon vorher andere getan, aber da er auch noch Skalen anbrachte und seine Thermometer durch eine Kalibrierungsanweisung und spezielle Herstellungsverfahren zuverlässig und reproduzierbar arbeiteten, gilt er als Erfinder des Quecksilberthermometers im Speziellen aber auch des Thermometers als wissenschaftliches Messinstrument im Allgemeinen.
Seit den 1970er Jahren werden Quecksilberthermometer wegen der Giftigkeit des Quecksilbers, insbesondere der im Schadensfall auftretenden Quecksilberdämpfe (die in kleinen Kügelchen enthalten sind und an die Luft treten, sobald das Thermometer zerbricht), zunehmend durch andere Thermometertypen, v. a. Alkoholthermometer, ersetzt.
In einem Fieberthermometer mit Quecksilber als Indikator befindet sich bis zu 1 g Quecksilber. Bei 20 °C Raumtemperatur entspricht dies einer Kugel mit ungefähr 5,2 mm Durchmesser. Seit 2009 ist der Vertrieb von Quecksilberthermometern mit Ausnahme des wissenschaftlichen und medizinischen Bereichs innerhalb der EU verboten. Seit dem 10. April 2014 ist auch der Vertrieb von Quecksilberthermometern für gewerbliche und industrielle Verwendungen verboten.

## Entsorgung
Aufgrund ihres Gefahrenpotenzials für Mensch und Umwelt gehören quecksilberhaltige Fieberthermometer zu den gefährlichen Abfällen und müssen als solche fachgerecht entsorgt werden. Quecksilberthermometer können in einem Schadstoffmobil abgegeben werden, sie gehören nicht in den Hausmüll. In Krankenhäusern oder Arztpraxen sind die Thermometer vor Ort getrennt zu sammeln und sicher in geeigneten Behältern aufzubewahren, bis sie durch ein spezialisiertes Entsorgungsunternehmen abgeholt werden.
Quecksilber muss grundsätzlich getrennt von allen anderen Abfallarten entsorgt werden. Die Einordnung als gefährlicher Abfall ist allen Arten von Quecksilberabfällen gemeinsam. Je nach ihrer Herkunft lassen sich quecksilberhaltige Abfälle unterschiedlichen Abfallschlüsselnummern im Europäischen Abfallverzeichnis (Abfallverzeichnis-Verordnung – AVV) zuordnen.